# Maximus Air Cargo
Maximus Air Cargo – linia lotnicza cargo z siedzibą w Abu Zabi, w Zjednoczonych Emiratach Arabskich.

## Flota
Flota Maxiums Air Cargo